# Dawson Creek
Dawson Creek är en stad i British Columbia i Kanada. Den hade 12 653 invånare år 2014. Det finns en flygplats nära staden. 
Här finns milsten 0 som markerar början på landsvägen Alaska Highway.

## Kända personer från Dawson Creek
- Gabriel Bergen (1982–), roddare